# Bùi Văn Dự
Bùi Văn Dự (1913–1987), bí danh Nguyễn Thanh, tên thường gọi Ba Dự, Bùi Dự, là một chính trị gia Việt Nam, nguyên Bí thư Liên Tỉnh ủy Hậu Giang, Bí thư Tỉnh ủy Long Châu Tiền.

## Cuộc đời
Bùi Văn Dự sinh năm 1913 ở làng Tân Thuận Ðông, quận Cao Lãnh, tỉnh Sa Ðéc (nay là xã Tân Thuận Ðông, thị xã Cao Lãnh, tỉnh Đồng Tháp). Năm 1929, ông tham gia hoạt động đấu tranh cách mạng của Hội Việt Nam Cách mạng Thanh niên. Tháng 11, ông hoạt động trong An Nam Cộng sản Đảng. Tháng 10 năm 1930, ông được kết nạp vào Đảng Cộng sản Đông Dương chi bộ Tân Thuận Ðông.
Ngày 30 tháng 4 năm 1932, ông thành lập chi bộ Cao Lãnh gồm sáu Đảng viên (Bùi Văn Dự, Kỉnh, Tuyên, Cương, Nguyễn Văn Bảy, Dình) và bắt được liên lạc với Đặc ủy Long - Châu - Rạch - Hà. Được sự đồng ý của Đặc ủy, chi bộ Cao Lãnh phát triển thành Quận ủy Cao Lãnh, vẫn do ông làm Bí thư kiêm giao thông. Tháng 11 năm 1934, ông bị thực dân Pháp bắt giữ. Sau khi ra tù, ông phụ trách Ban Cán sự Đảng Cao Miên (chưa có Xứ ủy).

Tháng 6 năm 1941, Liên Tỉnh ủy Hậu Giang (miền Tây) được tái lập (gồm Bùi Văn Dự, Huỳnh Phước, Võ Hiệp Thành, Ba Lê, Tám Võ Sĩ, Nguyễn Văn Dưa, Bé) do Bùi Văn Dự làm Bí thư. Tháng 8, Xứ ủy Nam Kỳ lại bị vỡ. Đầu năm 1942, ông liên hệ với Hà Đăng Nam, Ngô Thị Huệ, Nguyễn Hồng Minh, Nguyễn Hồng Phước, Trần Phấn Đấu, Trần Trung Tam,... tìm cách khôi phục các Tỉnh ủy, Thành ủy Sài Gòn và Xứ ủy. Ở Sài Gòn, tổ chức Thành ủy mới với các Ủy viên Trần Anh Kiệt (Lê Văn Kiết), Nguyễn Công Trung, Thiện Chiếu. Thành ủy tìm cách bắt liên lạc với Đặc phái viên của Trung ương Đảng (Nguyễn Hữu Xuyến). Được vài tháng thì Liên Tỉnh ủy bị vỡ, hầu hết các cán bộ đều bị bắt, trừ Bùi Văn Dự, Nguyễn Oanh, Ngô Duy Liên,...
Từ năm 1943, ông hoạt động bí mật ở Bà Quẹo (Sài Gòn), móc nối với Hoàng Tế Thế, Nguyễn Thị Thập, Lê Hữu Kiều, Hoàng Dư Khương, Lê Minh Định, Trần Văn Trà,... để xuất bản tờ báo Giải Phóng. Nhóm Giải Phóng hoạt động riêng rẽ tổ chức Thành ủy của Nguyễn Oanh cũng như Xứ ủy Nam Kỳ của Dương Quang Đông, Trần Văn Giàu (Xứ ủy Tiền Phong) và đã thành lập Xứ ủy riêng (Xứ ủy Giải Phóng).
Năm 1946, Liên Tỉnh ủy miền Trung Nam Bộ được thành lập do Ung Văn Khiêm làm Bí thư, ông là Thường trực kiêm phụ trách Mặt trận Việt Minh. Năm 1947, tỉnh Long Châu Tiền được thành lập, ông từng được dự định làm Bí thư Tỉnh ủy. Từ năm 1948, ông lần lượt công tác ở Ban Dân vận, Hòa Hảo vận, Tôn giáo vận, Ủy ban Kháng chiến Khu 8, Ban Kiểm tra Nam Bộ. Năm 1951, ông là Phó Trưởng ban Dân vận Trung ương cục miền Nam, Phó Chủ nhiệm Mặt trận Liên Việt Nam Bộ.
Khi tập kết ra Bắc, ông lần lượt làm Bí thư Ðảng ủy kiêm Trưởng Ban tập kết miền Tây Nam Bộ, Vụ trưởng Vụ Chính sách tập kết (Ban Quan hệ Bắc – Nam), Ủy viên Thường trực Ban Nghiên cứu dự thảo dự án xây dựng nông trường quốc doanh và khai hoang (trực thuộc Ban Chấp hành Trung ương Ðảng), Vụ Trưởng Vụ Ðào tạo cán bộ miền Nam, phụ trách trường Ðảng 105, Ủy viên Thường trực, Phó Chủ nhiệm Ủy ban thống nhất Trung ương. Trong thời gian ở Hà Nội, ông và vợ sống ở nhà số 10 phố Đặng Tất.
Năm 1975, ông là Phó trưởng ban Thường trực Ban xây dựng vùng kinh tế mới Trung ương. Năm 1978, ông nghỉ hưu, cùng gia đình sống tại Thủ Đức. Ông qua đời ngày 30 tháng 11 năm 1987.

## Khen thưởng
- Huân chương Độc lập hạng Nhất
- Huân chương Kháng chiến hạng Nhất
- Huân chương Kháng chiến chống Mỹ cứu nước hạng Nhì
- Huy hiệu Thành đồng Tổ quốc
- Huy hiệu 50 năm tuổi Ðảng

Tên ông được đặt cho một con đường ở tỉnh Đồng Tháp.